# Liste der Biografien/Burt
Liste der Biografien |
Portal Biografien |
Personensuche
# |
A |
B |
C |
D |
E |
F |
G |
H |
I |
J |
K |
L |
M |
N |
O |
P |
Q |
R |
S |
T |
U |
V |
W |
X |
Y |
Z |
?
 
Ba |
Be |
Bd |
Bg |
Bh |
Bi |
Bj |
Bl |
Bm |
Bn |
Bo |
Br |
Bs |
Bu |
Bw |
By |
Bz
 
Bua |
Bub |
Buc |
Bud |
Bue |
Buf |
Bug |
Buh |
Bui |
Buj |
Buk |
Bul |
Bum |
Bun |
Buo |
Buq |
Bur |
Bus |
But–Buz
 
Bura |
Burb |
Burc |
Burd |
Bure |
Burf |
Burg |
Burh |
Buri |
Burj |
Burk |
Burl |
Burm |
Burn |
Buro |
Burp |
Burq |
Burr |
Burs |
Burt |
Buru |
Burv |
Burw |
Burx |
Bury |
Burz
Die Liste der Biografien führt alle Personen auf, die in der deutschsprachigen Wikipedia einen Artikel haben. Dieses ist eine Teilliste mit 180 Einträgen von Personen, deren Namen mit den Buchstaben „Burt“ beginnt.

## Burt
- Burt, Adam (* 1969), US-amerikanischer Eishockeyspieler
- Burt, Alfred (1875–1949), britischer Offizier, zuletzt Brigadegeneral
- Burt, Alfred (1920–1954), US-amerikanischer Jazz-Musiker und Komponist
- Burt, Alistair (* 1955), britischer Politiker (Conservative Party)
- Burt, Armistead (1802–1883), US-amerikanischer Politiker
- Burt, Clarissa (* 1959), US-amerikanische Schauspielerin und ModelClarissa Burt (* 1959)

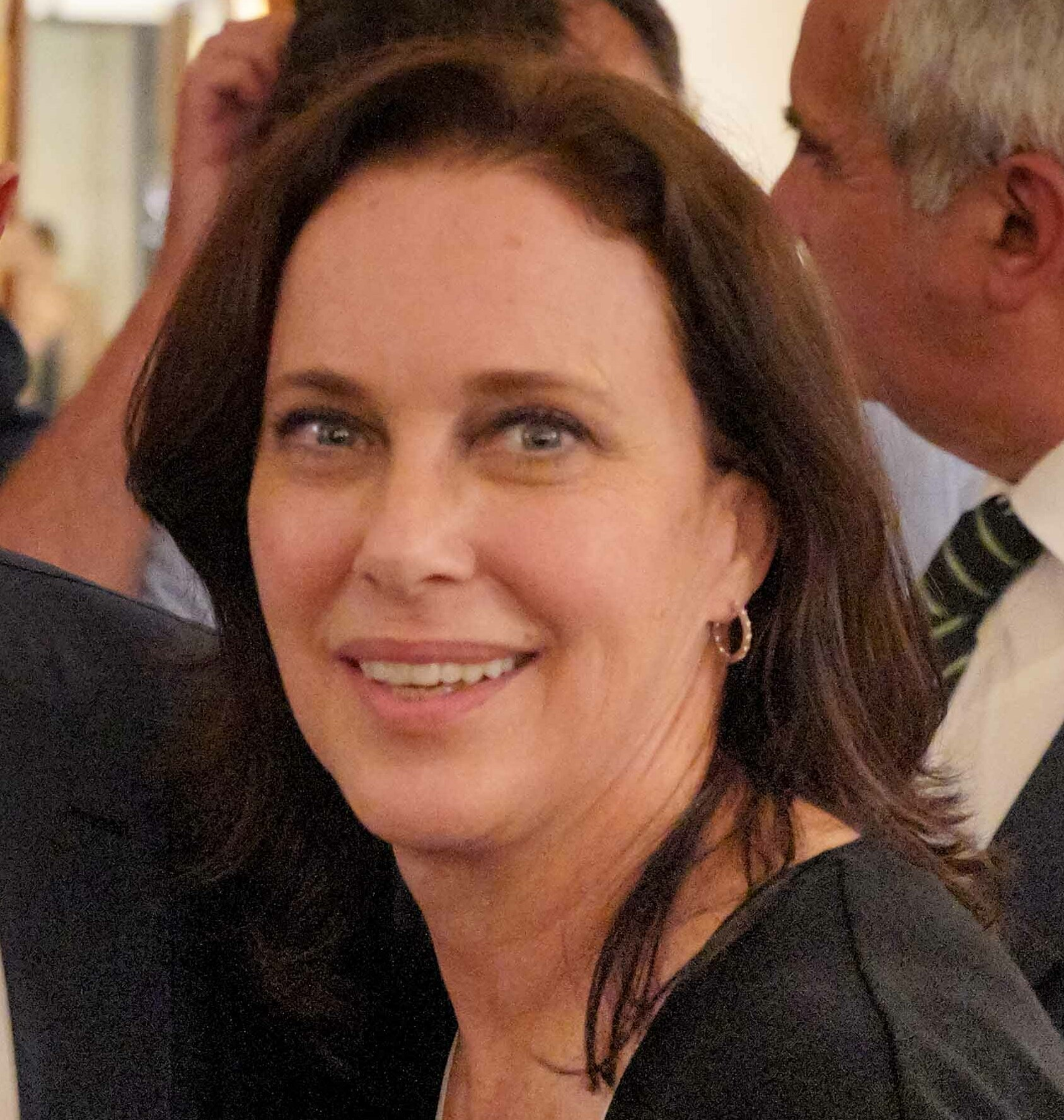
Clarissa Burt (* 1959)

- Burt, Clay, US-amerikanischer Jazzmusiker
- Burt, Cyril (1883–1971), britischer Psychologe
- Burt, DeAnna (* 1969), US-amerikanischer Generalleutnant
- Burt, Donald Graham, US-amerikanischer Artdirector und Szenenbildner
- Burt, Francis (1807–1854), US-amerikanischer Politiker
- Burt, Francis (1918–2004), australischer Jurist und Politiker
- Burt, Francis (1926–2012), britischer Komponist
- Burt, George (1816–1894), britischer Steinmetz und Steinhändler
- Burt, George (1929–2015), US-amerikanischer Komponist
- Burt, Guy (* 1972), englischer Romanschriftsteller
- Burt, Harry (1875–1960), britischer Sportschütze
- Burt, Henry von (1841–1906), preußischer Offizier und Adjutant Helmuth von Moltkes
- Burt, Kelvin (* 1967), britischer Rennfahrer
- Burt, Liam (* 1999), schottischer Fußballspieler
- Burt, Richard (* 1947), US-amerikanischer Diplomat
- Burt, Stuart (* 1980), englischer Fußballschiedsrichterassistent
- Burt, William Henry (1903–1987), US-amerikanischer Zoologe

### Burta
- Burtaev, Olia (* 1995), australische Synchronschwimmerin
- Burtassow, Maxim Anatoljewitsch (* 1989), russischer Biathlet
- Burtassowa, Anna Denissowna (* 1987), russische Schachspielerin
- Burtassowa, Jewgenija Alexandrowna (* 1993), russische Biathletin

### Burtc
- Burtchen, Gerd (1920–1959), deutscher Karikaturist, Maler und Grafiker

### Burte
- Burte, Hermann (1879–1960), deutscher Dichter, Schriftsteller und MalerHermann Burte (1879–1960)

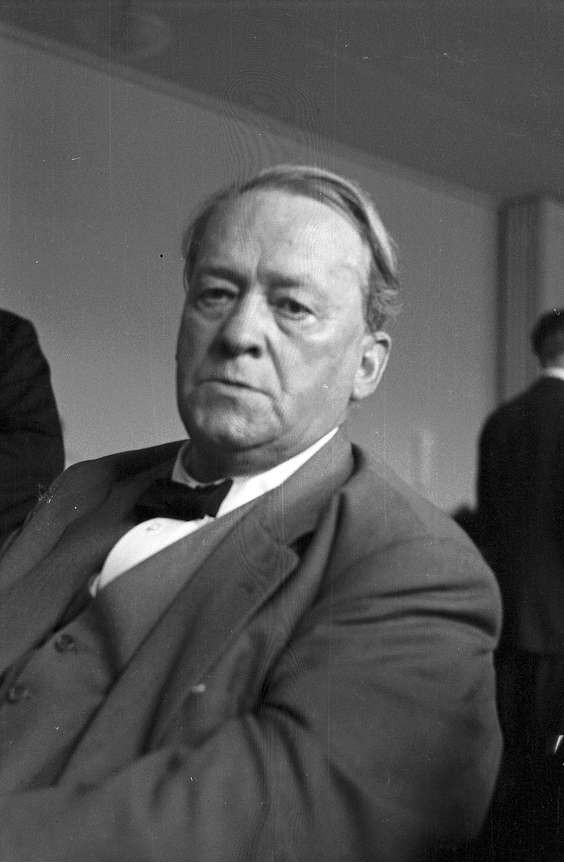
Hermann Burte (1879–1960)

- Burtenshaw, Steve (1935–2022), englischer Fußballspieler und -trainer
- Burtevitz, Thuon (* 1973), deutsche Komponistin

### Burth
- Burth, Thomas (1934–2000), deutscher Mundart-Autor
- Burth, Willi (1904–2001), deutscher Kinobesitzer und Filmpionier
- Burthogge, Richard († 1705), englischer Arzt, Friedensrichter und Philosoph

### Burti
- Burti, Luciano (* 1975), brasilianischer Autorennfahrer
- Burtică, Cornel (1931–2013), rumänischer Politiker (PMR/PCR)
- Burtin, Armand (1896–1972), französischer Mittel- und Langstreckenläufer
- Burtin, Nicolas (* 1972), französischer Skirennläufer
- Burtin, Raphaël (* 1977), französischer Skirennläufer
- Burtin, Will (1908–1972), US-amerikanischer Grafikdesigner
- Burtis, Sam (1948–2023), US-amerikanischer Jazz-Posaunist

### Burtk
- Burtka, David (* 1975), US-amerikanischer SchauspielerDavid Burtka (* 1975)

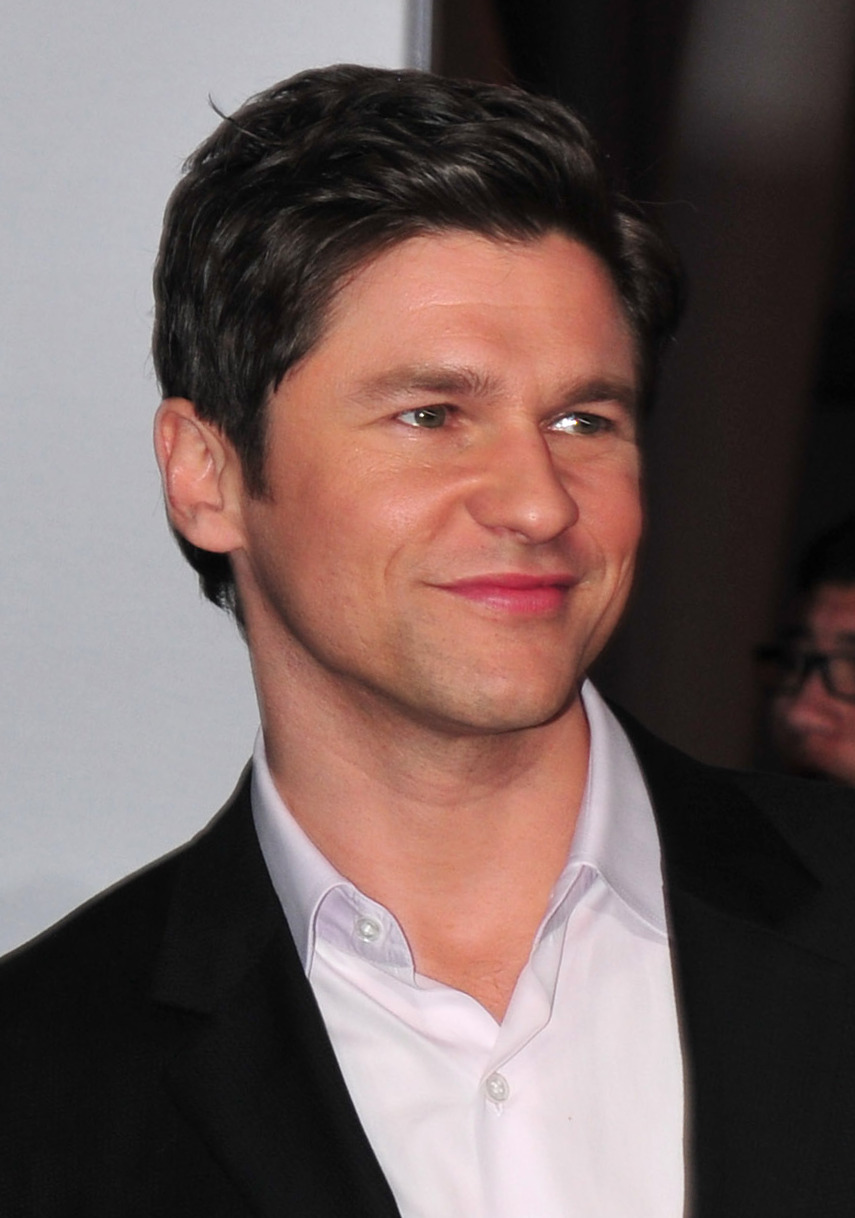
David Burtka (* 1975)

### Burtn
- Burtness, Olger B. (1884–1960), US-amerikanischer Politiker
- Burtnett, Earl (1899–1936), US-amerikanischer Jazz-Pianist und Bigband-Leader
- Burtnett, Wellington (1930–2013), US-amerikanischer Eishockeyspieler
- Burtney, Natalie, US-amerikanische Filmschauspielerin

### Burto
- Burton Carpenter, Jake (1954–2019), US-amerikanischer Snowboarder und Unternehmer
- Burton, Abraham (* 1971), amerikanischer Jazzmusiker (Saxophone)
- Burton, Alan (* 1991), englischer Fußballspieler
- Burton, Alan C. (1904–1979), kanadischer Biophysiker
- Burton, Alfred William (1882–1970), südafrikanischer Historiker
- Burton, Amanda (* 1956), britische SchauspielerinAmanda Burton (* 1956)

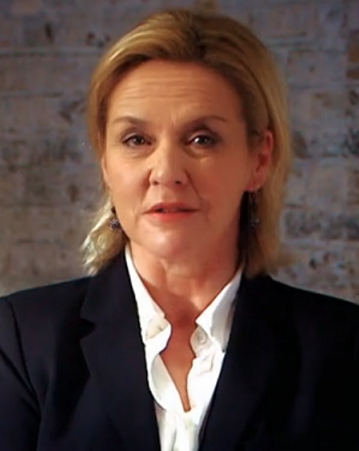
Amanda Burton (* 1956)

- Burton, Andrew (* 1974), australischer Snowboarder
- Burton, Ann (1933–1989), niederländische Jazzsängerin
- Burton, Art Turk (* 1949), US-amerikanischer Jazzmusiker
- Burton, Bernard W. (1898–1991), US-amerikanischer Filmeditor und Filmproduzent
- Burton, Beryl (1937–1996), britische Radrennfahrerin
- Burton, Buddy (1890–1976), US-amerikanischer Jazz- und Bluesmusiker
- Burton, Charles (* 1973), US-amerikanischer Ringer
- Burton, Charles G. (1846–1926), US-amerikanischer Politiker
- Burton, Christopher (* 1981), australischer Vielseitigkeitsreiter
- Burton, Clarence G. (1886–1982), US-amerikanischer Politiker
- Burton, Cliff (1962–1986), US-amerikanischer Musiker, Bassist der Heavy-Metal-Band MetallicaCliff Burton (1962–1986)

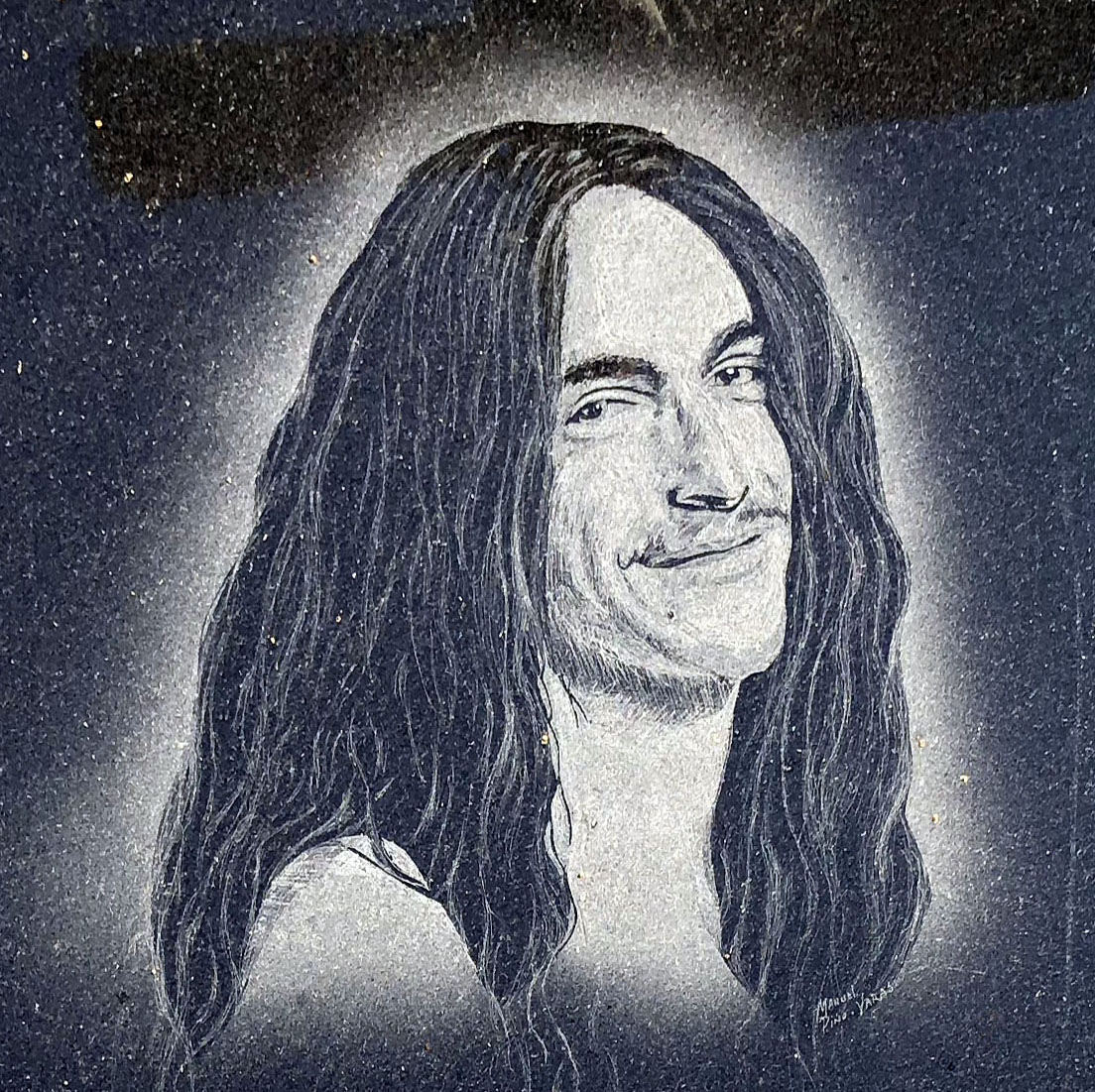
Cliff Burton (1962–1986)

- Burton, Corey (* 1955), US-amerikanischer Synchronsprecher
- Burton, Dan (* 1938), US-amerikanischer Politiker
- Burton, Decimus (1800–1881), englischer Architekt
- Burton, Denise (* 1956), britische Radrennfahrerin
- Burton, Elaine, Baroness Burton of Coventry (1904–1991), britische Politikerin
- Burton, Eldin (1913–1981), US-amerikanischer Komponist
- Burton, Eli Franklin (1879–1948), kanadischer Physiker
- Burton, Euan (* 1979), britischer Judoka
- Burton, Euan (* 1985), schottischer Jazzmusiker und Komponist
- Burton, Frederick (1865–1929), australischer Cricketspieler
- Burton, Frederick (1871–1957), US-amerikanischer Film- und Theaterschauspieler
- Burton, Gary (* 1943), US-amerikanischer Jazz-Vibraphonist
- Burton, George, US-amerikanischer Jazzmusiker
- Burton, Graeme (* 1971), neuseeländischer Strafgefangener
- Burton, Harold Hitz (1888–1964), US-amerikanischer Richter und Politiker (Republikanische Partei)
- Burton, Harry (1879–1940), englischer Fotograf
- Burton, Harry (1919–1993), britischer Air Marshal
- Burton, Henry (1866–1935), südafrikanischer Politiker
- Burton, Hilarie (* 1982), US-amerikanische SchauspielerinHilarie Burton (* 1982)

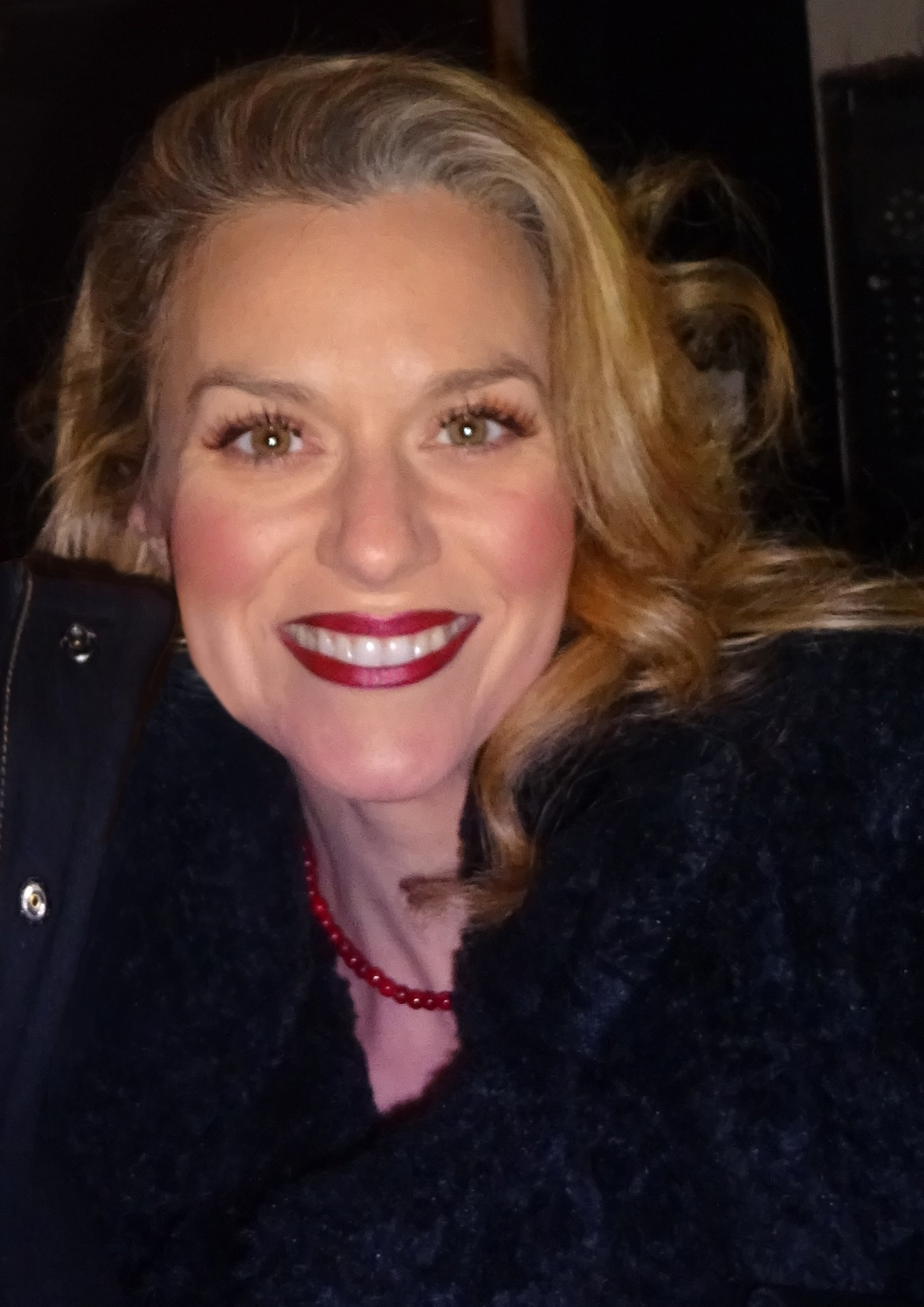
Hilarie Burton (* 1982)

- Burton, Hiram R. (1841–1927), US-amerikanischer Politiker
- Burton, Hutchins Gordon († 1836), US-amerikanischer Politiker
- Burton, Isabel (1831–1896), britische Reiseschriftstellerin
- Burton, James (1788–1862), britischer Archäologe
- Burton, James (* 1939), US-amerikanischer Gitarrist
- Burton, James III, US-amerikanischer Jazzmusiker
- Burton, Jeff (* 1967), US-amerikanischer NASCAR-Rennfahrer
- Burton, Jennifer (* 1968), US-amerikanische Schauspielerin
- Burton, Jérémy (* 1984), belgischer Straßenradrennfahrer
- Burton, Jessie (* 1982), britische Schriftstellerin
- Burton, Joan (* 1949), irische Politikerin (Labour Party)
- Burton, John (1710–1771), englischer Arzt und Antiquar
- Burton, John (1927–2022), kanadischer Politiker und Ökonom
- Burton, John (* 1941), britischer Autorennfahrer
- Burton, John A. (1944–2022), britischer Naturschützer und Sachbuchautor
- Burton, John Hill (1809–1881), schottischer Schriftsteller, Historiker und Jurist
- Burton, John Lowell (* 1932), US-amerikanischer Politiker
- Burton, John W. (1906–1978), US-amerikanischer Filmproduzent und Kameramann
- Burton, Jonathan R. (1919–2019), US-amerikanischer Offizier, Generalmajor der US-Army
- Burton, Joseph R. (1852–1923), US-amerikanischer Politiker
- Burton, Kate (* 1957), US-amerikanische SchauspielerinKate Burton (* 1957)

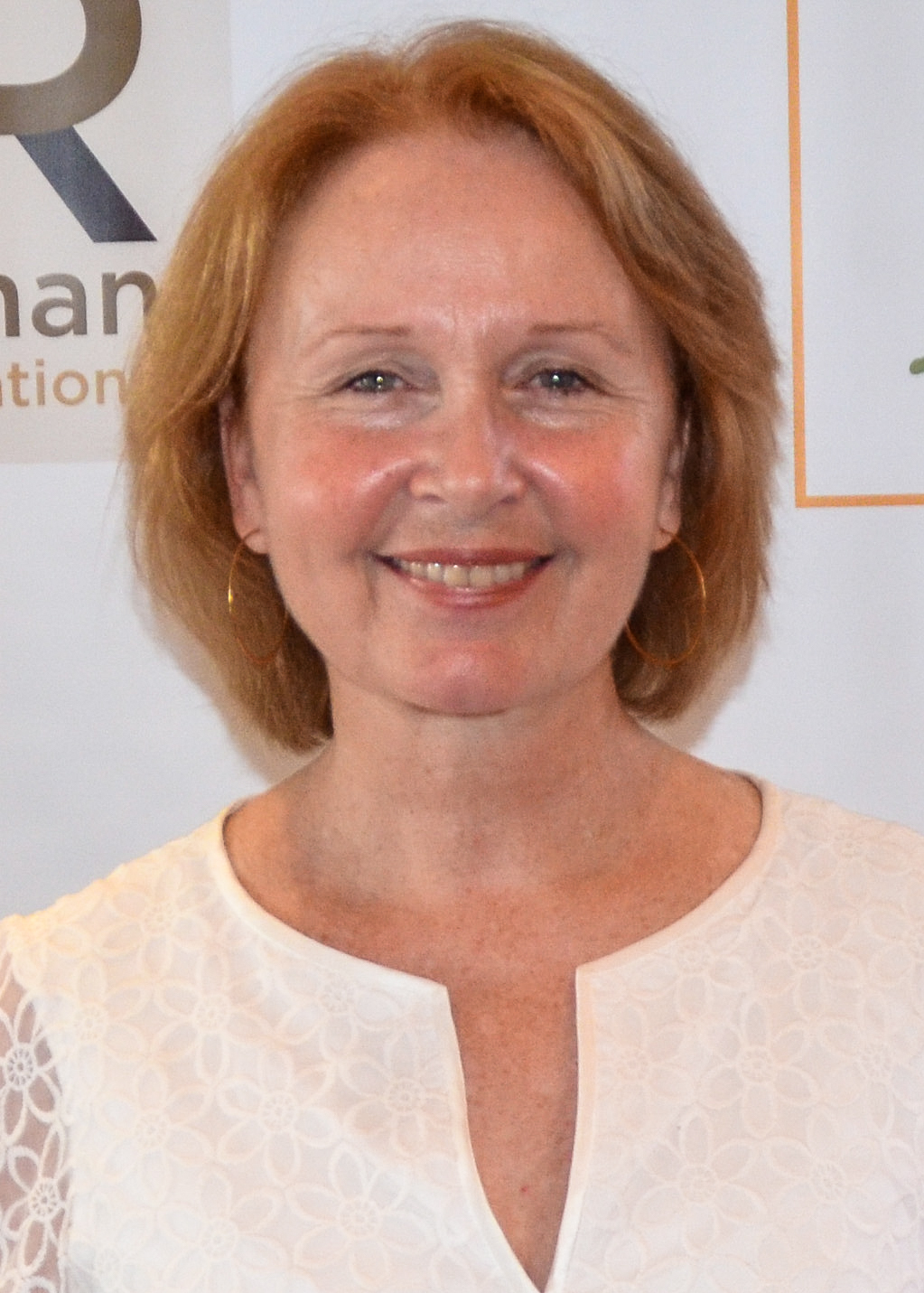
Kate Burton (* 1957)

- Burton, Lance (* 1960), US-amerikanischer Zauberkünstler
- Burton, Larry (* 1951), US-amerikanischer Sprinter und American-Football-Spieler
- Burton, Laurence J. (1926–2002), US-amerikanischer Politiker
- Burton, Leone (1936–2007), britische Mathematikerin und Hochschullehrerin
- Burton, Leslie (1882–1946), britischer Hürdenläufer
- Burton, LeVar (* 1957), US-amerikanischer Schauspieler, Regisseur und AutorLeVar Burton (* 1957)

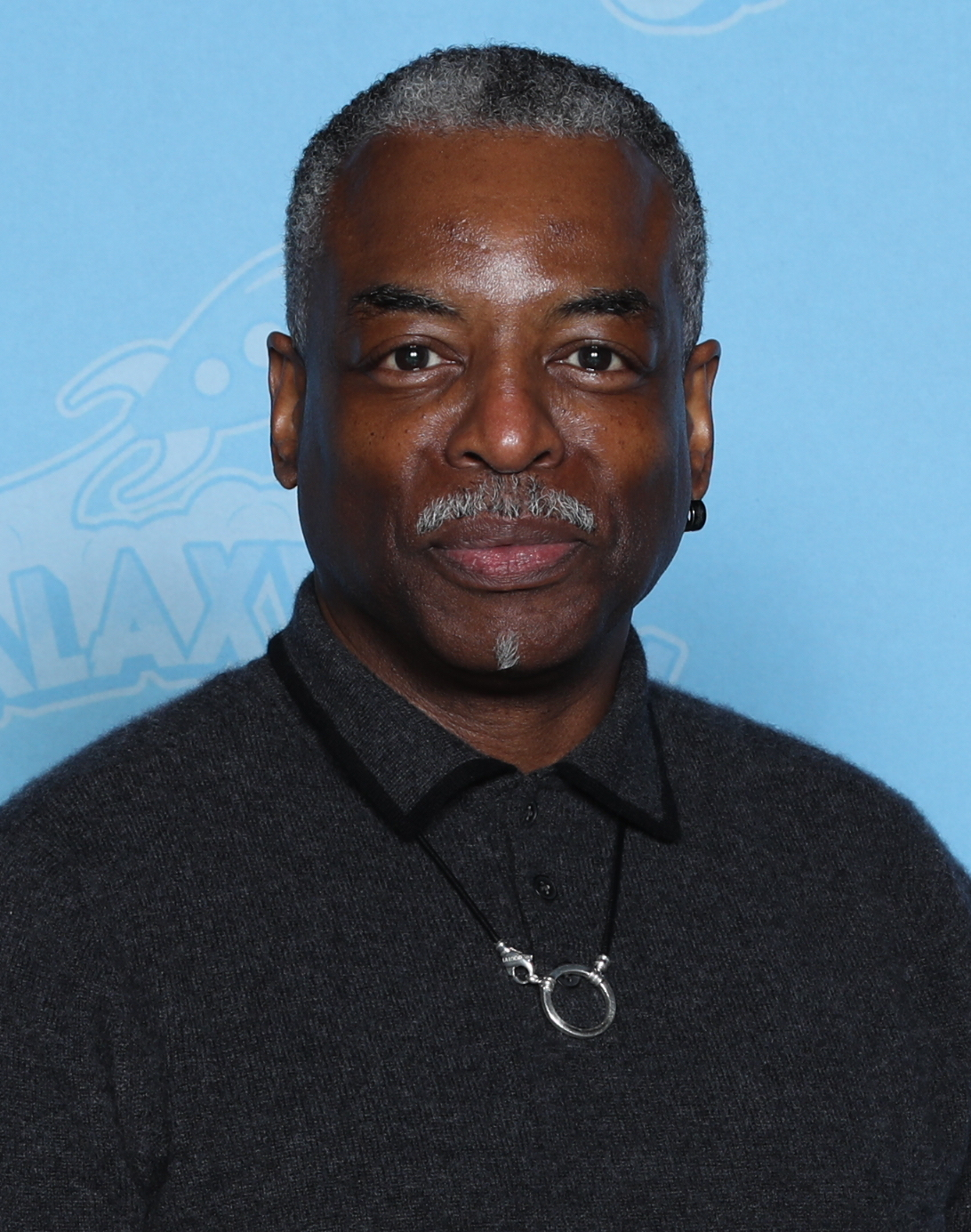
LeVar Burton (* 1957)

- Burton, Lewis (* 1992), britischer Tennisspieler
- Burton, Lori (1940–2021), US-amerikanische Sängerin, Komponistin und Produzentin
- Burton, Mark (* 1960), britischer Drehbuchautor und Regisseur
- Burton, Mark (* 1973), englischer Fußballspieler und -trainer
- Burton, Mark (* 1974), neuseeländischer Fußballspieler
- Burton, Mary (1819–1909), englisch-britische Sozialarbeiterin
- Burton, Matt (* 1988), australischer Triathlet und Ironman
- Burton, Matthew (1949–2023), britisch-australischer Schauspieler und Synchronsprecher
- Burton, Maurice (* 1955), britischer Radsportler
- Burton, Mica (* 1994), US-amerikanische Schauspielerin
- Burton, Michael St Edmund (* 1937), britischer Botschafter
- Burton, Mike (* 1947), US-amerikanischer Schwimmer
- Burton, Norman (1923–2003), US-amerikanischer Schauspieler
- Burton, Pamela (* 1948), US-amerikanische Landschaftsarchitektin
- Burton, Paul (* 1973), englischer Fußballspieler
- Burton, Paul (* 1985), englischer Fußballspieler
- Burton, Peter (1921–1989), britischer Schauspieler
- Burton, Philip (1908–1995), irischer Politiker
- Burton, Philip John Kennedy (1936–2023), britischer Ornithologe und Tierillustrator
- Burton, Phillip (1926–1983), US-amerikanischer Politiker der Demokratischen Partei
- Burton, Rahn (1934–2013), US-amerikanischer Jazzpianist
- Burton, Richard (1925–1984), britischer SchauspielerRichard Burton (1925–1984)

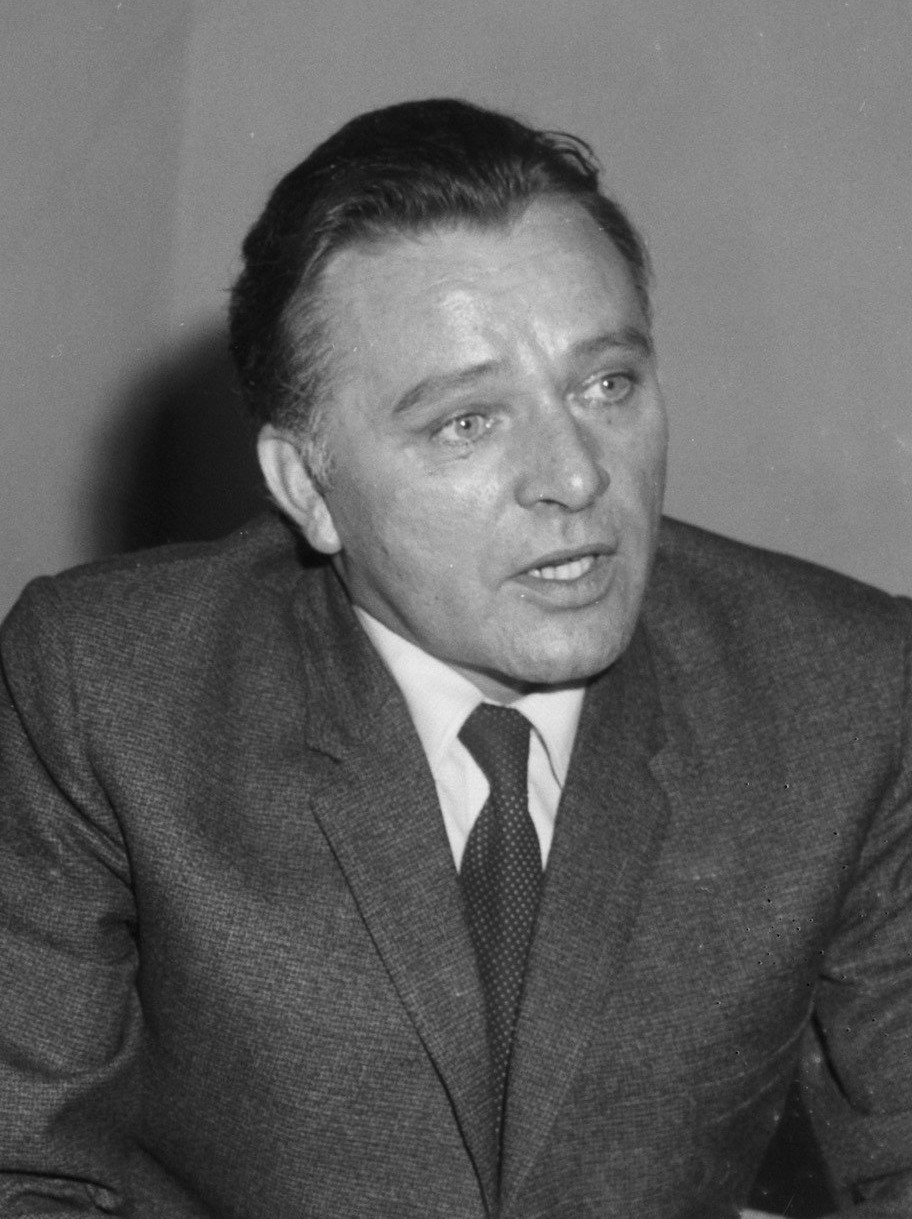
Richard Burton (1925–1984)

- Burton, Richard Edmund Clerke (1938–2008), britischer Lebemann, Unternehmer und Automobilrennfahrer
- Burton, Richard Francis (1821–1890), britischer Forschungsreisender, Übersetzer, Orientalist
- Burton, Robert (1577–1640), englischer Schriftsteller und anglikanischer Geistlicher und Gelehrter
- Burton, Robert (1747–1825), US-amerikanischer Politiker
- Burton, Robert (1895–1962), US-amerikanischer Schauspieler
- Burton, Sagi (* 1977), englischer Fußballspieler mit Staatsbürgerschaft von St. Kitts und Nevis
- Burton, Sala (1925–1987), US-amerikanische Politikerin
- Burton, Sam (1926–2020), englischer Fußballspieler
- Burton, Sarah (* 1974), britische Modedesignerin
- Burton, Scott (1939–1989), US-amerikanischer Bildhauer und Performancekünstler
- Burton, Stephen (* 1987), englischer Dartspieler
- Burton, Sylvanie (* 1964), dominicanische Präsidentin, Politikerin und Friedensrichterin
- Burton, Tara Isabella (* 1990), US-amerikanische Journalistin
- Burton, Tess (* 1985), luxemburgische Politikerin und Parlamentsabgeordnete
- Burton, Theodore E. (1851–1929), US-amerikanischer Politiker (Republikanische Partei)
- Burton, Tim (* 1958), US-amerikanischer Autor, Filmproduzent und FilmregisseurTim Burton (* 1958)

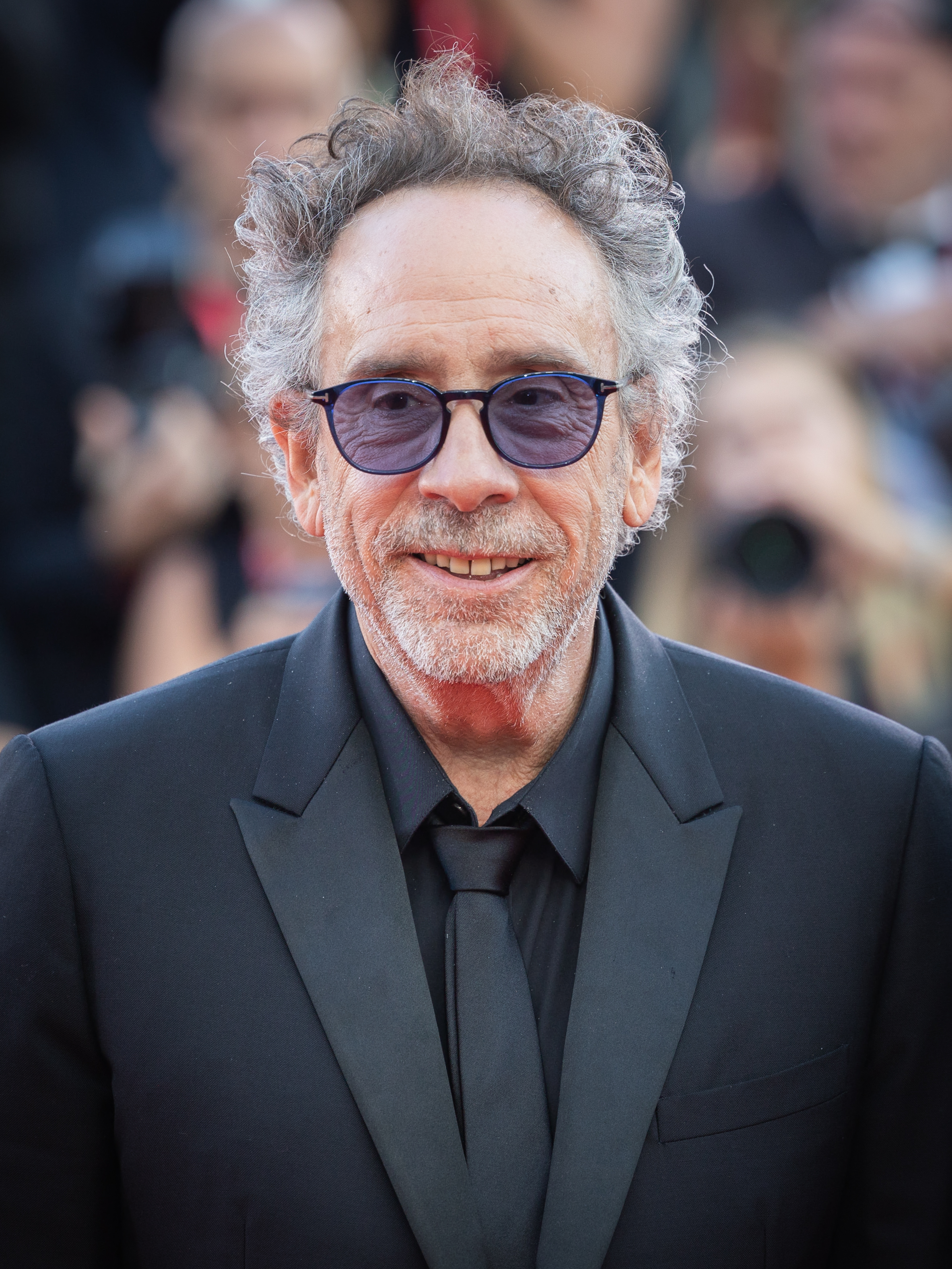
Tim Burton (* 1958)

- Burton, Tom (* 1990), australischer Segler
- Burton, Tony (1937–2016), US-amerikanischer Schauspieler
- Burton, Trevor (* 1943), britischer Stabhochspringer
- Burton, Trey (* 1991), US-amerikanischer Footballspieler
- Burton, Virginia Lee (1909–1968), US-amerikanische Illustratorin und Kinderbuchautorin
- Burton, William (1789–1866), US-amerikanischer Politiker und Gouverneur des Bundesstaates Delaware (1859–1863)
- Burton, William (* 1941), australischer Schwimmer
- Burton, William M (1865–1954), US-amerikanischer Chemiker
- Burton, William Shakespeare (1824–1916), englischer Genre- und Historien-Maler im Viktorianischen Zeitalter
- Burton, William Westbrooke (1794–1888), australischer Politiker, Richter, Mitglied und Präsident des Legislativrates von New South Wales
- Burton, Willie D., US-amerikanischer Tontechniker
- Burton-Oare, Jamie, US-amerikanische Schauspielerin und Filmschaffende

### Burts
- Burtschak, Fedir (* 1863), Bürgermeister von Kiew
- Burtschak-Abramowitsch, Nikolai Jossifowitsch (1900–1997), sowjetischer Paläontologe
- Burtscher, Benedikt († 1730), deutscher Architekt
- Burtscher, Christian (* 1950), österreichischer Politiker, Abgeordneter zum Salzburger Landtag
- Burtscher, Erika (* 1956), österreichische Politikerin (ÖVP), Landtagsabgeordnete
- Burtscher, Martin (* 1951), österreichischer Sportwissenschaftler, -mediziner und Hochschullehrer
- Burtscher, Otto (1910–1991), österreichischer Widerstandskämpfer
- Burtscher, Renate (* 1954), österreichische Redakteurin und Moderation
- Burtscher, Sophia (* 1990), österreichische Schauspielerin
- Burtscher, Wolfgang (* 1959), österreichischer Jurist und Beamter bei der Europäischen Kommission
- Burtschi, Jacob (* 1984), US-amerikanischer Basketballspieler
- Burtschin, Iwan (* 1952), bulgarischer Kanute
- Burtschuladse, Paata (* 1955), georgischer Opernsänger (Bass)

### Burtt
- Burtt, Ben (* 1948), US-amerikanischer Tontechniker und Sound DesignerBen Burtt (* 1948)

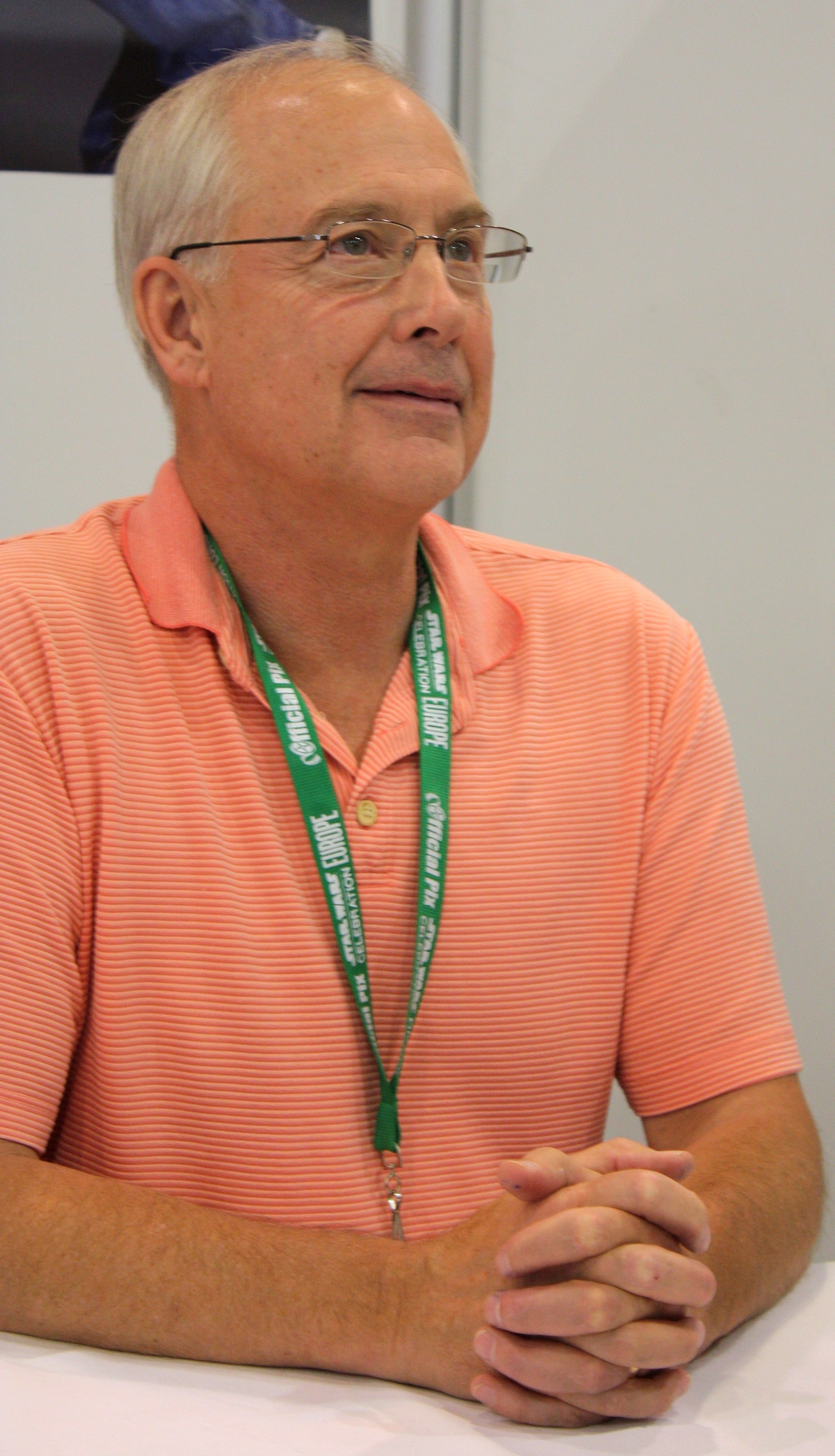
Ben Burtt (* 1948)

- Burtt, Benjamin A. (* 1984), US-amerikanischer Tontechniker
- Burtt, Harold Ernest (1890–1991), US-amerikanischer Psychologe und Professor
- Burtt, Steven (* 1984), US-amerikanisch-ukrainischer Basketballspieler

### Burty
- Burty Haviland, Frank (1886–1971), amerikanisch-französischer Maler
- Burty, Philippe (1830–1890), französischer Schriftsteller und Kunstkritiker, Zeichner und Radierer
- Burtynsky, Edward (* 1955), kanadischer Künstler

### Burtz
- Burtz, Peter (* 1965), deutscher Musikproduzent, Autor und Journalist